# Louise Siffert
Pour les articles homonymes, voir Siffert.
Louise Siffert née en 1988 à Strasbourg est une performeuse française. Elle vit et travaille à Paris.

## Biographie
Louise Siffert se forme à la scénographie. En 2009, elle intègre l'école nationale supérieure des beaux arts de Paris. Elle en sort diplômée en 2014. Elle est membre de DOC, espace artistique autogéré à Paris.
Depuis 2015, Louise Siffert  développe son projet Le Centre des Organisations positives, une série d’installations et de performances  sur les techniques de marketing et de management. Elle parodie les discours de coaching en entreprise, de motivation et de développement personnel, basés sur la hiérarchisation des besoins de l’homme proposée par le psychologue américain Abraham Maslow, en 1943.
En 2019, pour Finding Our New World – Another Alternative To A Sceptic System, Louise Siffert se documente sur le mouvement Oregon Women's Land Trust  des années 1970. Elle découvre dans les fanzines du mouvement, à la fois des recettes et des textes théoriques sur la vie en communauté. De nombreuses recettes sont basées sur la fermentation.
En 2020, elle présente Gut Feelings. Tellement vitales et si vivantes au BBB centre d’art de Toulouse. Cette fois, elle s'inspire de la théorie et pratique de la fermentation. Elle met en scène une comédie musicale dans laquelle des bactéries sont en prise avec des questions existentielles.
En 2020, son projet de performance est retenu dans le cadre de l'appel à projets La vie bonne. Il s'agit de présenter une œuvre performative faisant référence au texte de Judith Butler « Comment peut-on mener une vie bonne dans une vie mauvaise ? », c’est-à-dire « à l’intérieur d’un monde dans lequel la bonne vie est structurellement ou systématiquement interdite au plus grand nombre  ? ».

## Performances
- Le centre des organisations positives, 2015-2018
- Finding Our New World – Another Alternative To A Sceptic System, 2019
- Gut Feelings. Tellement vitales et si vivantes, 2020